# Маяк (геральдика)
Маяк — негеральдична фігура в геральдиці, яка в основному використовується містами та селищами, які розташовані поблизу моря або в районі яких є або був природний маяк. Маяк є пам'яткою морських і торгових міст.

## Опис
Маяк зображується як вежа, з якої праворуч і ліворуч часто виходить конус різного відтінку, причому світло збільшується у верхній третині вежі після пругу щита. Можливе використання цегляних або гладких веж. Якщо промінь світла відсутній, робиться спроба створити ясність через детальне зображення світильника або баштової галереї на гербі. Інші особливості включають синю (хвилясту) основу щита, на якій розташована вежа (див. хвилястий зріз). Маленькі сірі скелі або зелені поверхні, які натякають на острів, покликані підкреслити близькість до води.

## Символіка
У геральдиці маяк може символізувати:
- Місцеву пам'ятку (реальну впізнавану будівлю).
- Морський стиль життя (морські традиції, рибальство, торгівлю чи інші зв'язки з морем)
- Промовисту назву.
- Напрямок та навігацію.
- Безпеку та захист.

## Галерея

Басторф
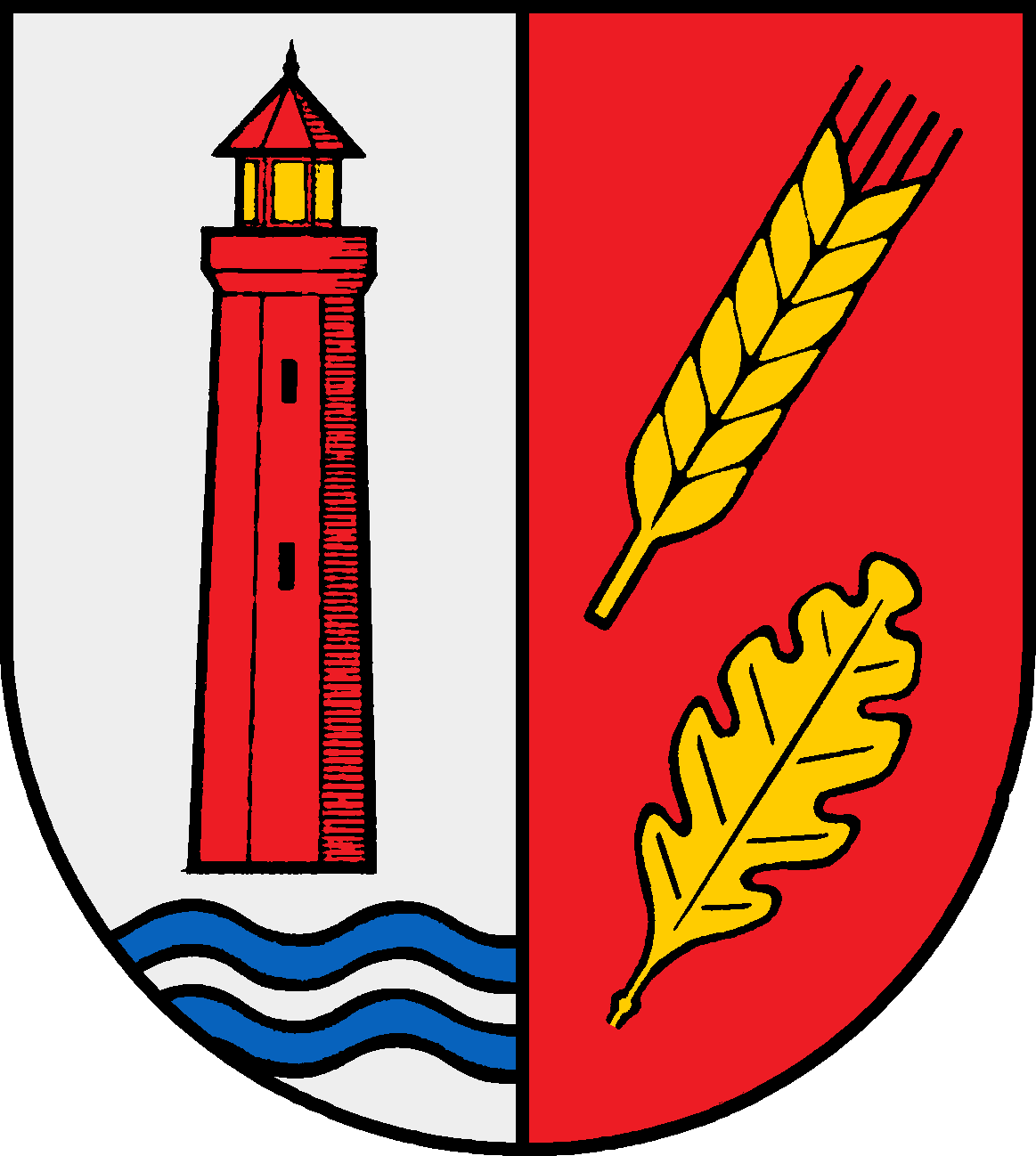
Беренсдорф
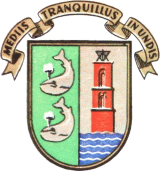
Боркум
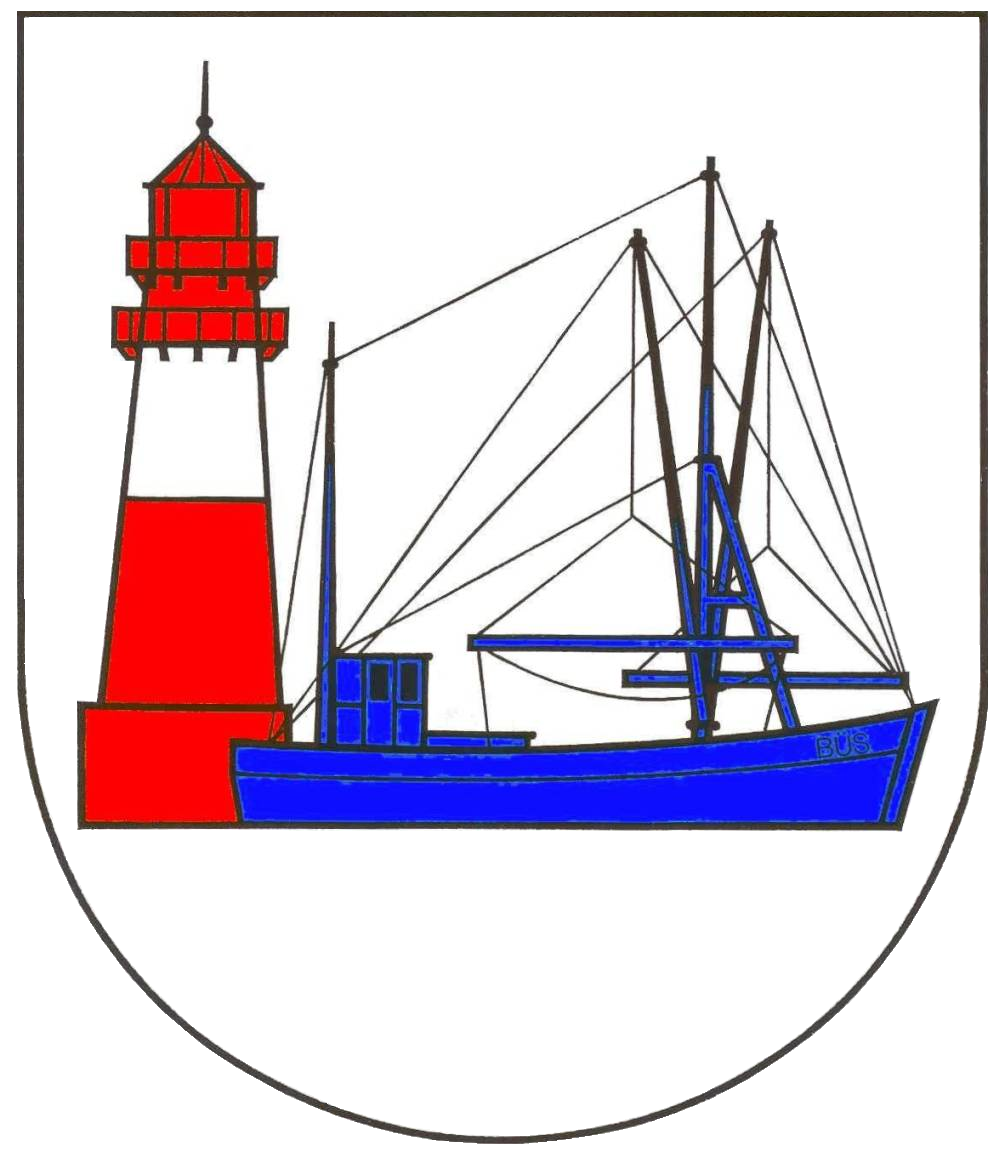
Бюзум
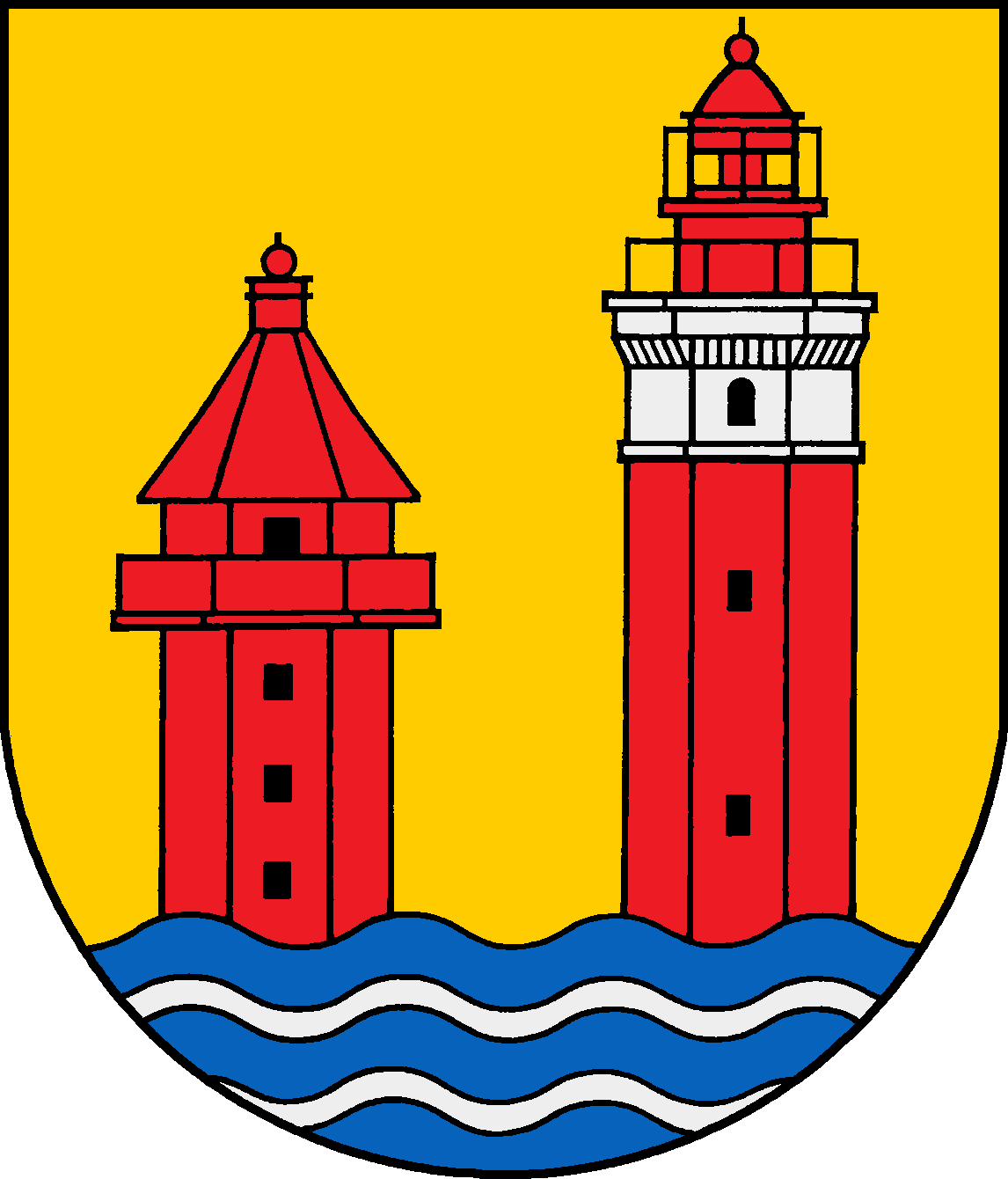
Даме (Шлезвіг-Гольштейн)
Грюнендайх
Голлерн-Твіленфлет
Гернум
Поммербі
Зассніц, герб з 1959 року
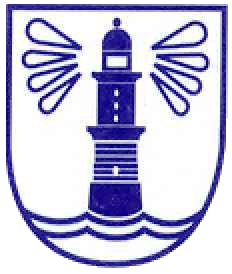
Варнемюнде
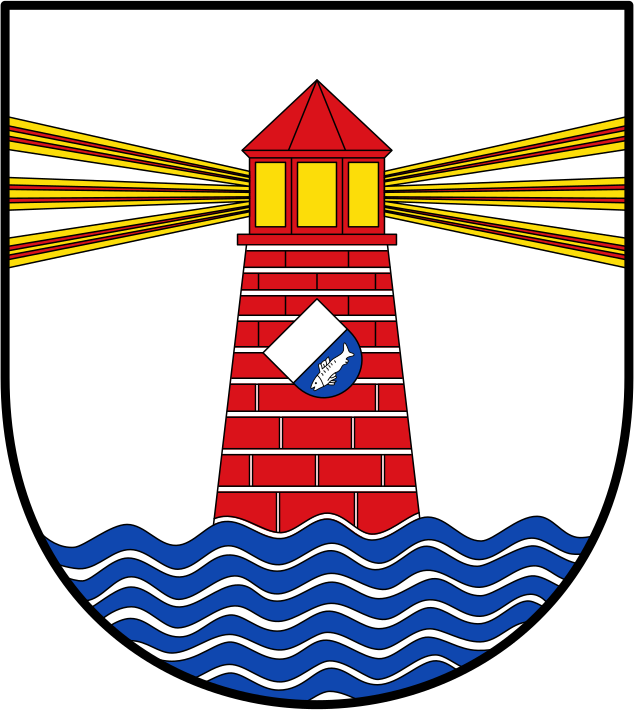
Вестурланд
Емден-Вибельсум
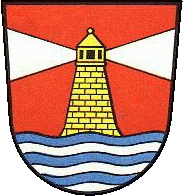
Тондерн (повіт)
Офіс Південного Тондера
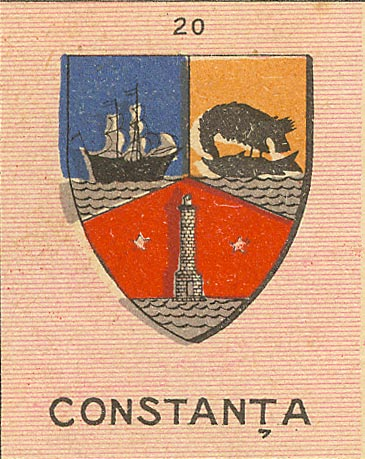
Констанца, Румунія
Ла-Корунья, Іспанія
Ле-Вердон-сюр-Мер, французька
Куленсфір, Швеція
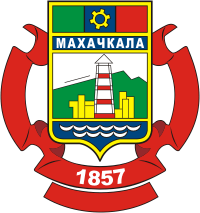
Махачкала, Росія
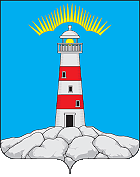
Мурманськ, Росія
Мерсрагс, Латвія
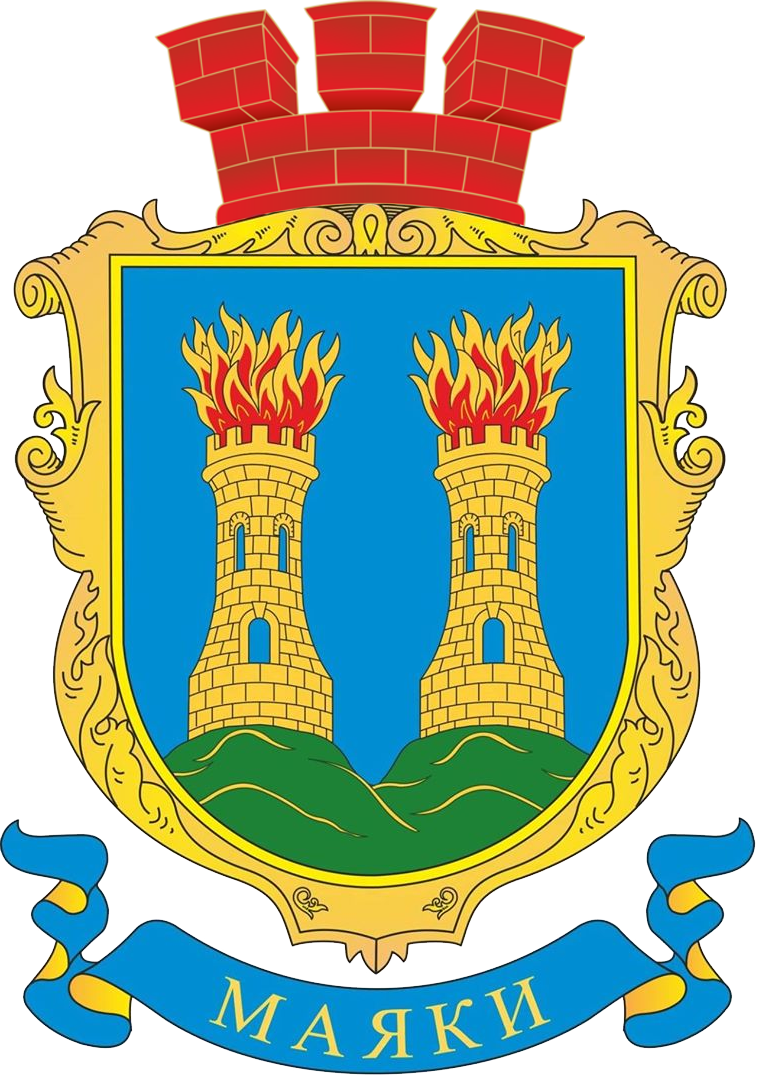
Маяки, Україна
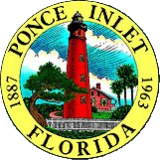
Понс-Інлет, США
Сасіно, Польща
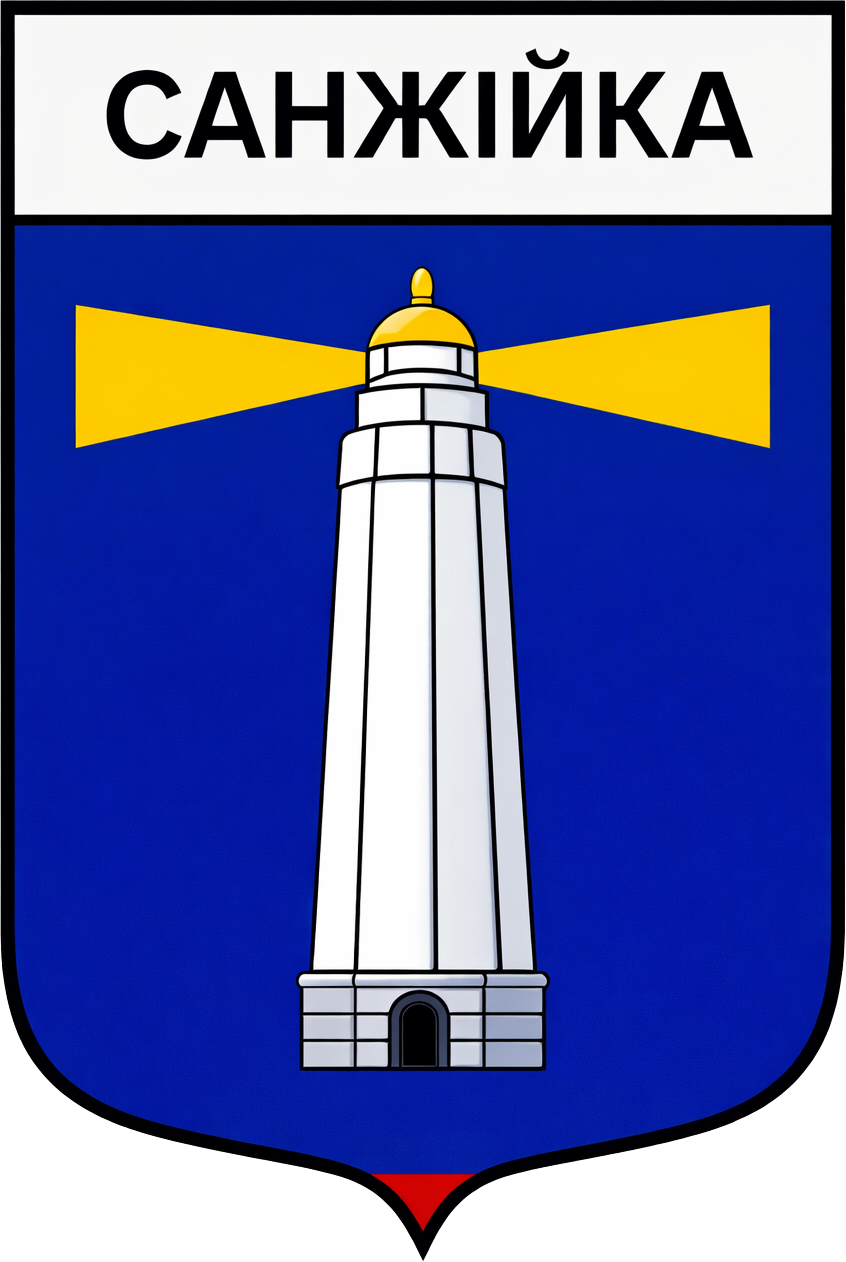
Санжійський маяк, Україна
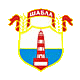
Шабла, Болгарія
Саут-Портленд (Мен), США
Свакопмунд, Намібія
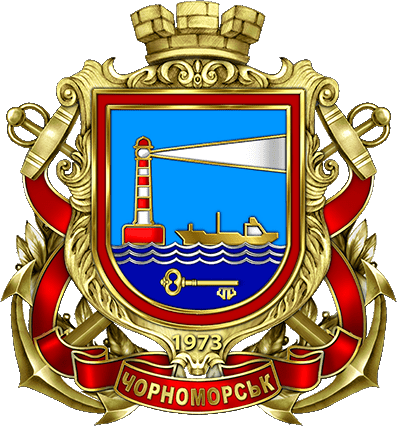
Чорноморськ, Україна
Ужава, Латвія
Вексфорд (графство), Ірландія
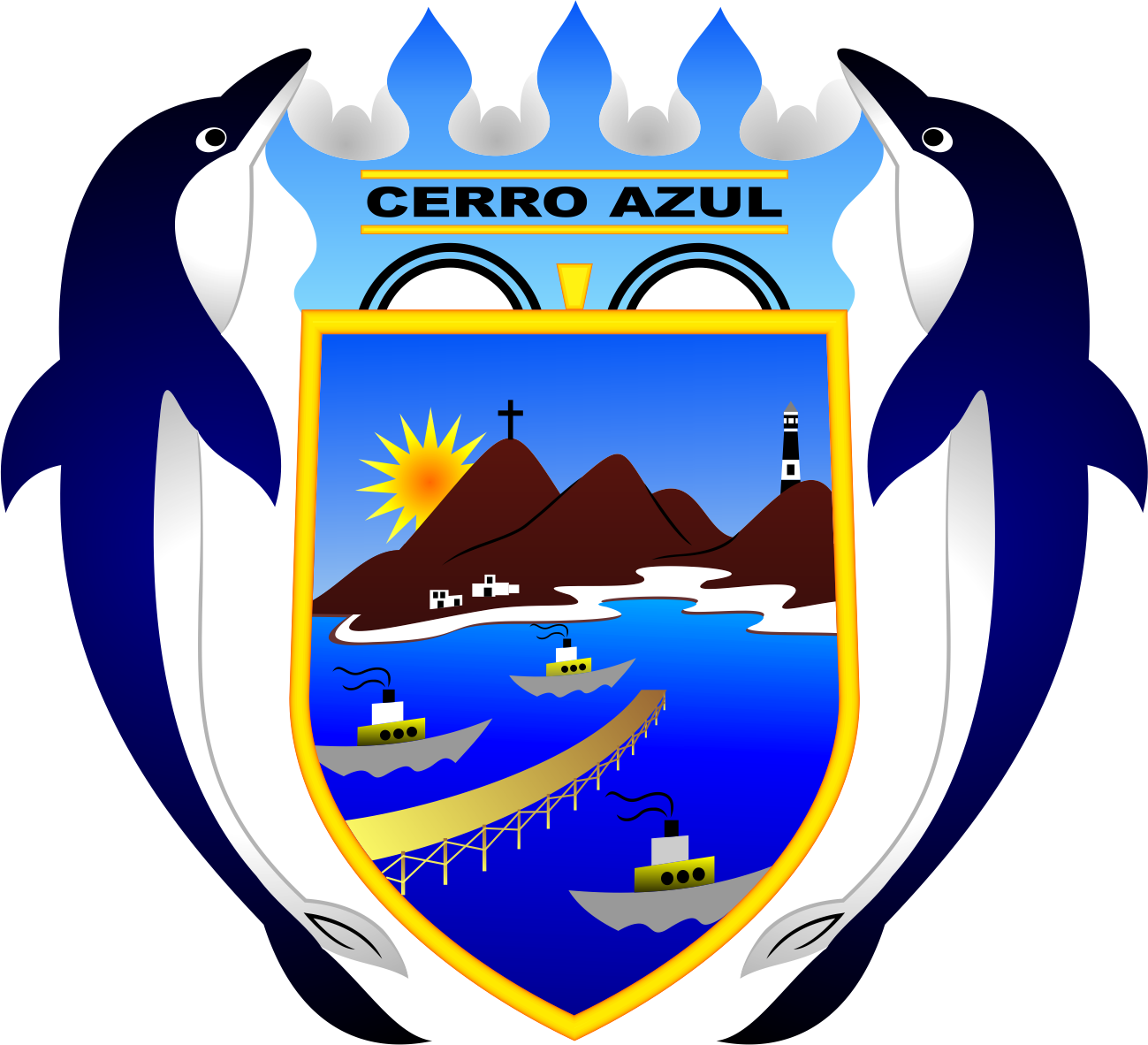
Округ Серрро-Азуль, Перу